# 东风7型柴油机车
东风7型柴油机车（DF7）是中国铁路使用的电力传动柴油机车车型之一，该型机车是因应大中型编组站由于货物列车重量增加而急需大功率调车机车的情况，由北京二七机车厂在铁道部科学研究院、大连内燃机车研究所、永济电机厂等的协助下，于1980年开始研制、1982年研制成功、1986年投入批量生产的调车兼小运转用机车，适用于大中型枢纽编组站场调车及大型工矿企业调车及小运转作业。东风7型柴油机车使用一台装车功率为2,000马力（1,470千瓦）的12V240ZJ1型柴油机作为动力装置，牵引传动系统采用TQFR-3000型同步发电机、GTF-4800/770型硅整流机组、ZQDR-410型直流牵引电动机。此外，该型机车也是中国第一款采用恒功率励磁控制系统的柴油机车。
此后，北京二七机车厂根据铁路运输发展的需要，在东风7型机车的基础上又先后研制出提高柴油机装车功率、增加电阻制动、适用于干线货运的东风7B型机车，采用12V240/275系列柴油机的东风7C型机车，用于山区和高寒地区的东风7D型机车，提高柴油机装车功率、轴重25吨的东风7E型重型调车机车，为大型工矿企业铁路专用线研制的东风7F型重型调车机车，以及采用交流传动技术的东风7J型机车，形成了一个庞大的东风7型柴油机车家族系列。

## 发展历史

### 开发背景
1970年代末，中华人民共和国铁道部为了提高铁路运输能力，参考国外的经验及积极发展铁路重载运输，将提高列车重量作为铁路的一条主要技术政策，并将“铁路重载列车成套技术研究”列入了“六五”期间的38个国家科技攻关计划之一，其目标是要在主要干线开行4000~5000吨级重载货运列车，个别运煤专线开行万吨级重载列车。铁路重载作为一个涉及范围广泛的系统工程，铁道部为此设立了牵引动力、重载货车、重型钢轨、牵引供电、通信信号等各方面配套技术的研究课题，而机车车辆攻关项目中的一项内容，便是开发大功率重型调车机车。
当时，中国铁路使用的调车柴油机车主要包括东风5型、东方红5型柴油机车，以及已经停产的东风2型、东方红2型柴油机车。东风2型机车适用于牵引定数为2,000吨至3,000吨以下的中型编组站调车作业。按照工矿调车设计的东方红2型机车由于粘着重量不足，也无法用于大中型编组站的调车作业；而经过改进的东方红5型机车则与东风2型机车相当，同样可以满足3,000吨以下牵引定数的调车作业。对于牵引定数为3,000吨至4,000吨的大型编组站则可使用东风5型机车，但因机车起动和低速性能未如理想，仍需作进一步改进。有鉴于预期未来主要干线货物列车牵引定数将提高到4000吨以上，大中型编组站由于货物编组量增加而需要更大功率的调车机车。因此，根据中国铁路运输的发展需要和当时急需重型调车机车的实际情况，铁道部遂于1979年提出了新型调车机车的研制计划。

### 研制过程
1979年9月至10月，北京二七机车车辆工厂派出技术人员走访北京、济南、上海、郑州、成都铁路局及所属机务段和编组站，了解各地调车和小运转机车的运用情况，以及听取运用部门对机车的意见和要求。1980年4月，铁道部科技局在北京二七机车厂（北京二七机车车辆工厂于1980年1月拆分为北京二七机车厂和北京二七车辆厂）召开调车内燃机车技术条件座谈会，基本确定了新一代重型调车机车的技术方案，机车采用一台240/260系列的12缸柴油机，柴油机装车功率为2,000马力（1,470千瓦），传动系统使用交—直流电传动，以及和东风4型机车相同的牵引发电机和牵引电动机，机车轴重为22吨、最高速度为80公里/小时。1980年5月29日至6月3日，由铁道部工业总局委托大连内燃机车研究所主持召开的“调车内燃机车性能要求及其设计的技术座谈会”在北京二七机车厂举行，铁道部所属的34个单位均分别派出代表参加了会议，会上总结了过去发展调车机车的经验和问题，并对国产调车机车的型谱和功率等级取得了共识，确定了构成1,200马力（东方红5型）、1,650马力（东风5型）、2,000马力（东风7型）三大功率等级调车柴油机车系列的目标。
1980年6月7日，铁道部向北京二七机车厂正式下达了《关于东风7型调车内燃机车设计任务书的通知》，要求二七机车厂和其他协作工厂合作设计和试制两台东风7型柴油机车。经过各个单位之间的协商之后，决定由永济电机厂负责电机及电器系统的配套，铁道部科学研究院机车车辆研究所负责励磁控制系统，大连内燃机车研究所负责柴油机增压配套和轴系扭振计算，机车总体设计和其余机械部分由二七机车厂自理。1980年8月，二七机车厂完成了东风7型机车的草图设计方案。同年，二七机车厂还提出了“一种机型”（12V240ZJ型柴油机）、“两种传动”（液力传动、电力传动）、“三种机车”（北京型客运机车、北京型货运机车、东风7型调车机车）的产品开发目标。1981年1月，二七机车厂对12V240ZJ1型柴油机先后进行了增压配套试验、起动试验和调速性能试验，并根据对比试验结果决定选用无锡动力机厂的261P-13型增压器。1981年12月，12V240ZJ1型柴油机通过了性能试验和100小时连续运转试验。

### 试验
1982年4月和6月，东风7型0001号和0002号两台样车先后落成。1982年8月7日，东风7型0001号和0002号机车完成厂内调试后正式出厂，交付北京铁路局北京内燃机务段进行运用考核，自同年9月15日起正式投入使用。根据铁道部科学研究院编制的机车运用性能试验计划，东风7型0001号机车于9月下旬调往丰台西编组站运用（仍由北京内燃段机车包乘组驾驶），并曾在东郊站进行调车作业性能试验。经过三个多月时间的运用，丰台西站对东风7型机车的性能感到十分满意，机车乘务员还把它昵称为“丰西大马力”。与原来使用的东风2型机车相比，东风7型机车的牵引性能和调车速度大为提高，缩短了列车编组和通过咽喉区的时间，提高了编组站的作业效率。东风7型机车所能发挥的最大功率约为东风2型机车的两倍，当机车在平直道上以12位手柄牵引1,500吨起动，仅需要160米距离即可加速到20公里/小时（设计任务书规定的指标为200米内）。当以16位手柄从编组场牵出3,500吨列车时，东风7型机车的速度可达26公里/小时，而东风2型机车只能达到18公里/小时。
1983年，铁道部科技局联同北京二七机车厂、铁科院机辆所、北京铁路局、北京内燃机务段等单位，开始对东风7型柴油机车进行整车型式试验。1983年7月，“东风7型机车研制及鉴定试验”课题被铁道部列入“铁路重载列车成套技术研究”的配套项目之一。1983年8月25日至9月28日，东风7型0001号机车在北京环形铁道试验基地进行水阻定置试验；同年10月在北京环形铁道和京承铁路进行动力学性能试验。1983年11月至1984年3月，在北京环形铁道先后完成了制动性能试验、起动加速性能试验、牵引热工性能试验、司机室噪音测量、辅助功率消耗测试等试验项目。1984年8月，东风7型0001号机车赴广州铁路局长沙机务段，在夏季高温环境下进行机车冷却性能试验。试验结果表明，东风7型机车的各项性能指标均达到了设计任务书提出的要求，机车牵引性能、部分负荷经济性能良好；实测机车最大起动牵引力可达460千牛，司机控制器手柄在第一位时机车即可发挥314千牛的牵引力。东风7型机车在环形铁道进行6,000吨煤炭专用列车的牵引试验中，均衡速度达41.5公里/小时；单机牵引总重1,556吨的货物列车，走行115米即可加速到20公里/小时。

### 批量生产

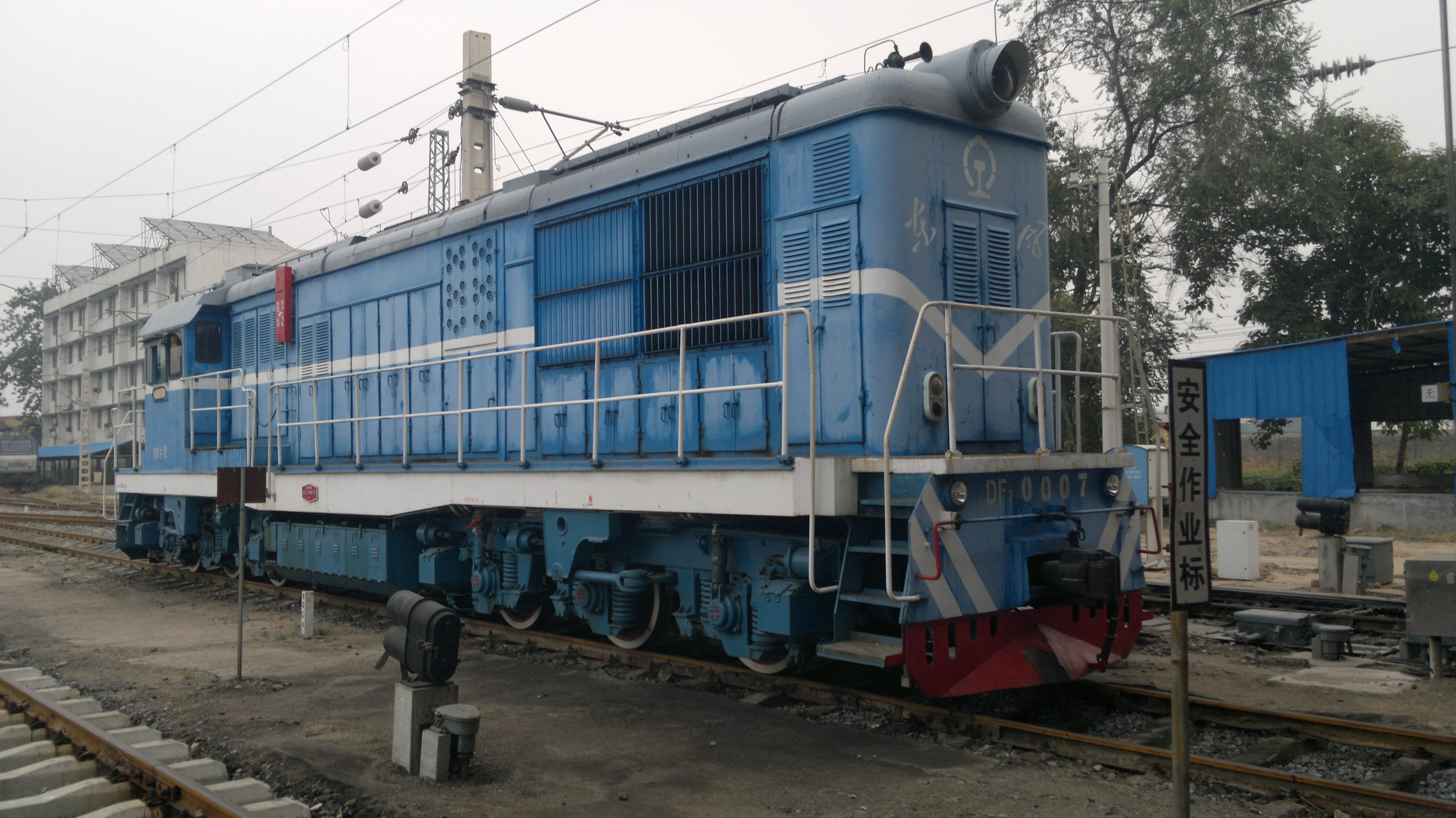
新乡机务段的东风7型0007号机车

1984年10月16日至18日，铁道部科技局在北京二七机车厂主持召开东风7型机车鉴定试验审查会，会议同意东风7型机车通过部级鉴定并批准投入批量生产。同时，铁道部根据铁路运输需要要求北京二七机车厂尽快投产东风7型机车，并根据原型车在试验和运用考核过程中发现的问题，限定于1985年完成修改设计，当年投产及交付二至三台机车。随后，北京二七机车厂在四个月内完成了上千张图纸的修改设计，这次修改设计的主要改动是将司机室操纵台由原来面向短罩端改为面向长罩端，同时还降低了辅助功率消耗、增加一级磁场削弱、提高车架刚度等，因此机车总体布置、车体车架、冷却水系统、辅助传动系统、电气及空气制动系统的管路设置也有很大变化，尤其是车体车架几乎每张图纸都作了改动。从1985年9月起，北京二七机车厂开始批量生产东风7型机车，当年完成组装7台、试运5台、交付3台的生产任务。同年12月2日，经过改进设计后的东风7型0003号机车，在京广铁路长辛店至保定间进行第一次牵引试验，机车牵引总重3,803吨货物列车顺利完成了各项试验。1988年，为了提高东风7型机车的功率储备、使其满足小运转任务的使用需求，北京二七机车厂开始了关于改善12V240ZJ1型柴油机增压配套性能的研究。1989年4月，二七机车厂试制出经过改良的东风7型0111号机车，并交付郑州铁路局投入运用。这台机车的柴油机装车功率提高至2,500马力（1,840千瓦），并改进了电子恒功率励磁特性，冷却系统方面加强了冷却性能，提高了冷却风扇的额定转速。为了区别于一般的东风7型机车，该机车又被称为东风7A型机车。
“六五”和“七五”期间，为了提高机车车辆工业的生产能力，铁道部大幅增加对机车车辆工业的投资。因应生产北京型和东风7型机车的扩能改造和补充配套设备需要，北京二七机车厂从1984年开始研究转产内燃机车后的第二次改扩建方案。1986年3月25日，铁道部正式批复二七机车厂扩建任务书，生产纲领确定以东风7型机车作为工厂代表产品，年产干线及调车机车数量由原来的40台增加到100台，计划总投资6,283万元人民币（由于通货膨胀导致设备购置成本增加和工厂设计生产规模多次调整，至1993年完工为止最终总概算为13,995万元人民币），并利用世界银行贷款从国外引进先进加工设备和仪器。1985年1月，东风7型机车获得由国家科委、国家计委、国家经委等六个部委联合颁发的“六五”国家科学技术攻关奖；同年7月获得国家科学技术进步二等奖；1989年获北京市优质产品称号。

### 运用
北京二七机车厂自1986年起开始批量生产东风7型柴油机车，至1997年底停产为止累计生产了295台（0001～0295），大部分均配属郑州铁路局及北京铁路局运用，其余少数交付地方厂矿企业使用。

#### 国家铁路

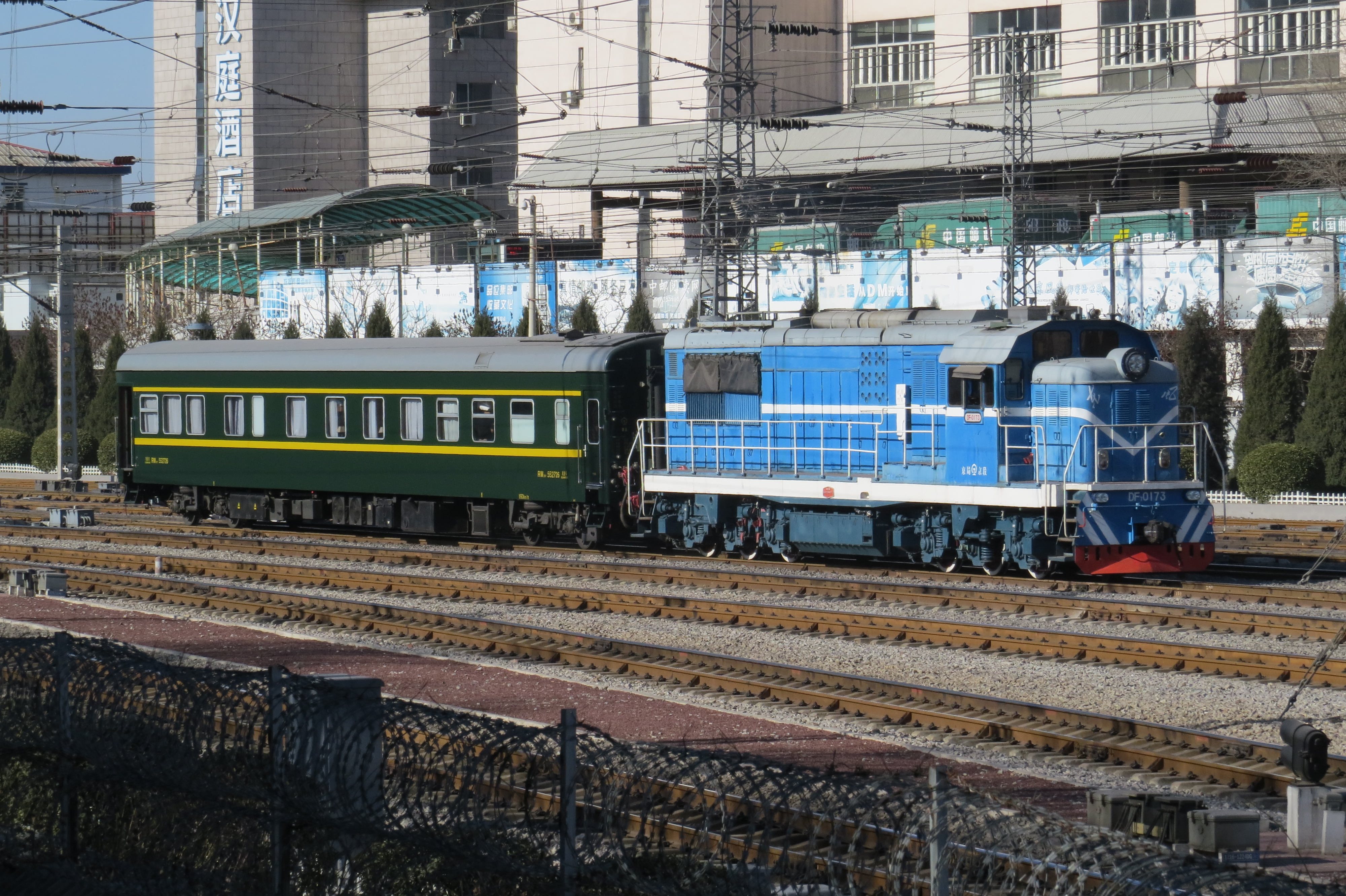
北京机务段的东风7型0173号机车在北京西站进行调车作业

由于东风7型机车与北京型柴油机车均采用了二七机车厂的240/260系列柴油机，为了便于机务部门对机车和柴油机的检修，东风7型机车被集中配属在同样运用北京型机车的北京铁路局和郑州铁路局。至1990年代初，东风7型调车机车已被陆续分配到北京铁路分局北京机务段、丰台机务段、南口机务段，天津铁路分局天津机务段，石家庄铁路分局保定机务段、石家庄机务段、阳泉机务段，太原铁路分局太原机务段，大同铁路分局大同机务段，郑州铁路分局郑州机务段、新乡机务段、月山机务段，洛阳铁路分局洛阳机务段，西安铁路分局西安机务段、宝鸡机务段，安康铁路分局安康机务段，武汉铁路分局江岸机务段、信阳机务段，襄樊铁路分局襄樊北机务段，投入丰台西、郑州北、武昌南、襄樊北、大同等大型编组站投入运用。
2005年3月，中华人民共和国铁道部正式实施撤消铁路分局、由铁路局直接管理站段的体制改革，原郑州铁路局被分割为郑州、武汉、西安三个铁路局，而原北京铁路局被分割为北京、太原两个铁路局，新成立的武汉铁路局管辖原武汉铁路分局和襄樊铁路分局的业务，西安铁路局管辖原西安铁路分局和安康铁路分局的业务，太原铁路局管辖原太原铁路分局与大同铁路分局的业务。下辖各机务段的机车配属关系亦相应调整，原属西安、安康、太原、大同、武汉、襄樊分局的东风7型机车，分别改属西安、太原、武汉铁路局。2010年代，原属郑州铁路局的东风7型0034号机车被调拨给昆明铁路局昆明机务段，使其成为唯一一台曾配属上述路局以外的东风7型机车。2014年起，在直流传动机车被交流传动机车所取代的大趋势下，随着新一代的HXN3B型、HXN5B型柴油机车投入运用，各地的东风7型机车也逐步退役及报废。

#### 厂矿企业

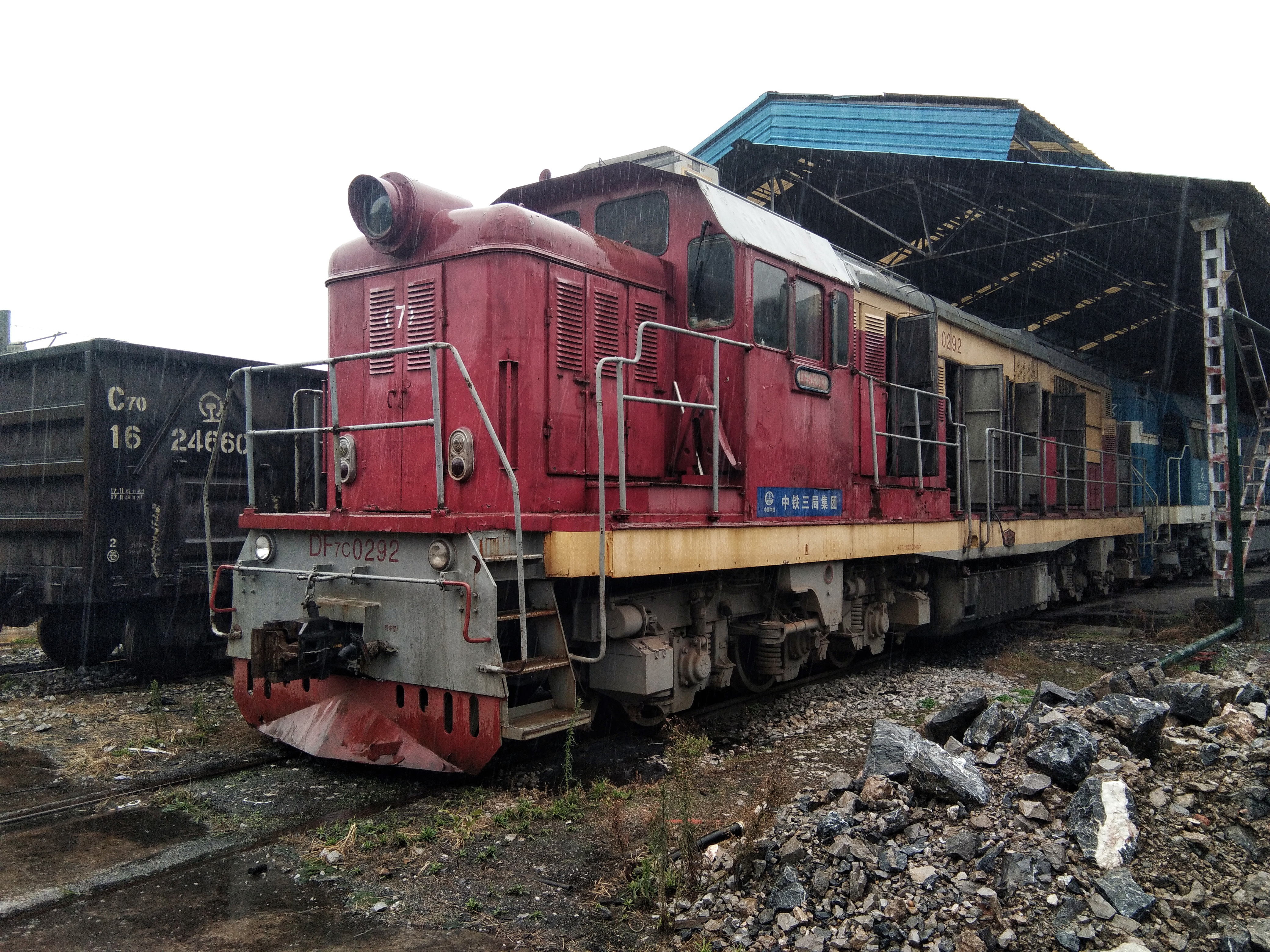
中铁三局集团的东风7型0292号机车在柳州机车车辆厂内进行检修。该机车被错误喷上“DF7C”车型标记。

1986年，为配合即将建成投产的南京扬子乙烯工程，北京二七机车厂应中国石化总公司扬子石油化工公司的请求，在完成路内生产任务的同时增产了一台在原生产计划外的东风7型0114号机车，并于1987年交付扬子石化公司投入扬子铁路专用线使用，这亦是二七机车厂首次打开地方厂矿企业的铁路机车市场，后来扬子石化公司又订购了两台东风7型机车（0115、0116）。1987年至1989年，燕山石化总厂向北京二七机车厂订购了三台东风7型柴油机车（0117、0119、0123），承担燕山石化铁路专用线的运输业务，而机车架修任务则委托由郑州机务南段负责。除此之外，东风7型机车的路外用户还包括位于陕西省咸阳市的大唐渭河热电厂（0291）、中铁三局集团（0292）、南阳鸭河口发电有限责任公司（0293）、中国石油辽阳石化公司（0122、0288）等。

### 衍生车型

#### 东风7B型
因考虑到山区和丘陵地带的铁路线路坡度较大，并且使机车适应干线小运转和支线运输的需要，北京二七机车厂于1989年决定在东风7型柴油机车的基础上，开发研制具备电阻制动装置的东风7B型柴油机车。与前者相比，东风7B型机车改为装用一台12V240ZJ-5型柴油机，装车功率由2,000马力（1,470千瓦）提高到2,500马力（1,840千瓦），并相应提升了冷却系统的性能；机车增设两组卧式电阻制动柜，以确保下坡运行的安全性；司机室内加装第二操纵台，解决机车换向运行时操纵不便问题；电气系统并增设了重联装置。东风7B型3001号及3002号机车于1991年2月出厂，并交付北京铁路局阳泉机务段投入运用考核。1991年下半年，北京二七机车厂开始小批量生产东风7B型机车。
1992年，铁道部决定在京广铁路石家庄至郑州北之间开行5000吨级重载货物列车，同年9月利用两台重联的东风7B型机车顺利完成了5000吨级重载列车牵引试验。随后，北京二七机车厂根据铁道部提出的要求，对东风7B型调车机车在车体、电气、辅助系统、管路及设备等方面，进行局部改进设计以适应干线货运的需要，并于同年年底试制成东风7B型6001号及6002号干线货运机车，并于1993年3月投入小批量生产。干线货运型机车的主要改动为换装了12V240ZJ-7型柴油机和ZN261-13B型增压器，其余各部分结构均与东风7B型调车机车相同。

#### 东风7C型
1991年，为了提高东风7型机车与东风4型机车零部件通用性、使其使用范围能扩大到北京和郑州铁路局之外，铁道部要求北京二七机车厂生产装用240/275系列柴油机的东风7C型柴油机车。1991年10月，东风7C型5001号及5002号机车在北京二七机车厂落成，同年底交付上海铁路局南翔机务段运用，并自1992年起投入小批量生产。首七台机车（5001~5007）装用由大连机车车辆厂提供的12V240ZJE型柴油机，从东风7C型5008号机车开始则改为装用由二七机车厂自行生产的12V240ZJ6型柴油机。与装用240/260系列柴油机的东风7型机车相比，除了柴油机型号以及相应的油水管路、进排气管道有所改变外，东风7C型机车还在司机室内增设了第二操纵台并提高了电气室高度，而其他主要结构和性能参数均与东风7型机车大致相同。

## 技术特点

### 总体布置

#### 基本结构
东风7型柴油机车是调车及小运转用的六轴柴油机车，机车标称功率为1,600马力（1,180千瓦），构造速度为100公里/小时，运转整备重量为135吨，轴重为22.5吨。机车采用外走廊式及中梁承载的罩式车体结构，车体所有载荷均由车体底架承担，车体底架长度为17,800毫米，车钩中心线间距为18,800毫米，车体宽度为3,344毫米，车体高度为4,750毫米。车身两侧和两端设有露天走台与扶梯，车体两侧设有供乘务人员检修设备的拉门。车体底架两端装有13号上作用车钩、牵引缓冲装置和排障器。车体底架下部两台转向架之间吊挂着一个容量为5,400升的燃油箱，燃油箱两侧设有铅酸蓄电池组。

#### 设备布置
机车从前到后分别为辅助室、冷却室、动力室、司机室和电气室，其中电气室方向为短罩端，辅助室方向为长罩端。辅助室内设有两台空气压缩机。冷却室内设有冷却水系统和散热装置，冷却室顶部装有两个由液力耦合器驱动的轴流式冷却风扇，冷却风扇直径为1,500毫米，冷却室两侧共设有40个铜管带式散热器单节，冷却室下部设有辅助变速箱、机油热交换器和前转向架牵引电动机通风机。机车设有两套独立的循环冷却水系统，分别为冷却柴油机的高温冷却水系统（14个散热器单节），以及冷却增压空气、机油、静液压传动油的低温冷却水系统（26个散热器单节）。
动力室内安装了一套柴油发电机组，柴油机自由端通过弹性联轴节和万向轴连接起动变速箱，并通过该变速箱驱动励磁机、起动发电机、后转向架牵引电动机通风机；动力室内并设有两个总风缸、空气滤清器、燃油滤清器、燃油输送泵、机油滤清器、预热锅炉、膨胀水箱、硅整流柜、励磁整流柜等设备。司机室内设有包含主控制器、操纵按钮、空气制动阀、仪表和信号显示装置等设备的司机操纵台，另外还设有手制动机。在最初生产的东风7型0001号和0002号机车上，司机室内在面向短罩端方向的左侧设有司机操纵台。从东风7型0003号机车开始将司机操纵台改为设于面向长罩端方向的左侧。司机室并设有三个门与外走廊相通，另一个门通往电气室。电气室内设有高低压控制电器柜，其中包含换向开关、电子恒功率励磁装置、电压调整器和各种用途的接触器开关。空气制动装置采用JZ-7型空气制动机，并配备两台NPT5型电动空气压缩机。

### 柴油机
东风7型柴油机车装用一台由北京二七机车厂设计及制造的12V240ZJ1型柴油机，属于240/260系列柴油机产品之一。该型柴油机的结构和性能与北京型柴油机车所使用的12V240ZJ型柴油机基本相同，只是在机座、联轴节、增压器和部分管路等作出一些改动，并调整了工作转速和压缩比参数。与12V240ZJ型柴油机相比，12V240ZJ1型柴油机的标定转速由每分钟1,100转降低到1,000转，装车功率由2,700马力（1,990千瓦）降低到2,000马力（1,470千瓦），以提高柴油机的耐久性和可靠性；为提高机车在低负荷工况时的经济性，在柴油机热负荷允许条件下提高了最大燃烧压力，降低空转转速，并增设空转节油挡使最低负荷转速与空转转速分开，定为每分钟400转。
12V240ZJ1型柴油机是一款12气缸、四冲程、V型结构、直接喷射、废气涡轮增压、增压空气中间冷却的中速柴油机。气缸内径为240毫米，活塞行程为260毫米（主缸）、273.51毫米（副缸），气缸V形夹角为45°，额定转速为每分钟1,000转，最低空载转速为每分钟400转，标定工况下的主缸平均有效压力为1.370兆帕（每平方厘米13.97公斤），UIC标定功率为2,200马力（1,620千瓦），装车功率为2,000马力（1,470千瓦），标定工况运转时的燃油消耗量为155克/有效马力·小时（211克/有效千瓦·小时）。
柴油机机体采用钢板焊接结构，V形夹角下部设有进气稳压箱和冷却活塞的机油管道。柴油机并采用钢顶铝裙振荡冷却组合式活塞、合金钢全纤维锻压悬挂式曲轴、蠕墨铸铁整体铸造汽缸盖、合金钢锻压主副式连杆、单体式喷油泵。柴油机采用脉冲增压系统，V形夹角上部设有两台ZN261-13型涡轮增压器。柴油机采用由步进电机驱动的无级调速联合调节器。空气过滤装置采用多旋流管式惯性滤清器和铝板过滤网组成二级空气滤清系统。柴油机由ZQF-80型起动发电机起动，其电源由96伏特直流蓄电池供给。柴油机完成起动后，起动发电机由直流串励电动机变为直流他励发电机，并通过电压调整器输出110伏直流电，作为辅助发电机使用，用来给蓄电池充电并和向辅助电路及控制电路供电。 
东风7型柴油机车投入运用初期，在进行定期维修时相继发现机油稀释的问题。由于调车机车的柴油机经常处于空载最低转速状态，柴油机喷油器在较小供油量的情况下造成燃油雾化质量不良，喷射出的大颗粒油滴未能与进入燃烧室的空气混合燃烧，致使未完全燃烧的燃油沿气缸套内壁渗入柴油机油底壳，并导致机油稀释。为此，北京铁路局北京内燃机务段于1989年11月率先在东风7型0104号和0075号机车上试验安装单侧供油装置，当柴油机在最低转速状态时切断其中一侧气缸的供油，使另一侧气缸的负载增大并相应增加其供油量以维持最低转速，从而改善燃油雾化和避免了机油稀释的问题。1990年起，北京铁路局为东风7型柴油机车陆续加装单侧供油装置。

### 传动系统
东风7型机车采用交—直流电传动装置，柴油机曲轴通过联轴节驱动一台交流同步发电机发出三相交流电，经由硅二极管组成的三相桥式整流装置整流为直流电后，再将电能输送给两台转向架上的六台直流牵引电动机，通过传动齿轮驱动轮对。东风7型机车的主发电机、牵引电动机、硅整流机组、起动发电机和励磁机型号均与东风4B型柴油机车相同。

#### 牵引发电机
牵引发电机采用TQFR-3000型三相交流同步发电机，额定容量为2,985千伏安，额定电压为438／613伏特，额定电流为3,936／2,805安培，额定转速为每分钟1,100转，定子及转子绝缘等级均为F级，冷却方式为径向自通风式，主发电机净重为4,985公斤。牵引发电机的励磁电流由一台专门的励磁机供给（下述），励磁机由柴油机通过起动变速箱驱动，其发出的交流电经励磁整流器转换为直流电后，给发电机的转子励磁绕组励磁。

#### 整流装置
牵引发电机发出的三相交流电由硅整流装置转换成直流电，整流装置是由硅二极管元件组成的三相桥式全波整流电路。东风7型机车采用与东风4B型柴油机车相同的GTF-4800/770型硅整流装置，由六个串联的整流桥臂组成，每一桥臂有六个并联的ZP500-20型风冷平板式整流二极管，每台整流柜共有36个二极管元件，硅整流装置的最大直流输出电压为770伏特，额定直流输出电流为4,800安培。

#### 牵引电动机
牵引电动机采用ZQDR-410型四极串励直流电动机，额定功率为410千瓦，额定电压为550伏特，额定电流为800安培，额定转速为每分钟640转，最高转速为每分钟2,365转，定子及电枢绝缘等级分别均为H级，冷却方式为强迫通风。牵引电动机采用全并联连接。首两台最早试制的原型车并无磁场削弱功能。为了扩大机车的恒功率速度范围，从1985年起批量生产的机车则在牵引电动机回路增加了一级磁场削弱，磁场削弱系数为60%。

### 控制系统
东风7型柴油机车的励磁控制系统采用由铁道部科学研究院机车车辆研究所研制的DHT-A型电子恒功率调节器，同时还保留了从东风4型柴油机车沿用下来、由联合调节器油马达驱动功调电阻的励磁调节装置。两者共同进行牵引工况时的恒功率控制，弥补了联合调节器功调电阻励磁系统反应时间长、动态性能差的缺陷，并可自动控制机车起动电流增长率和恒制动功率。当功调电阻励磁调节装置发生故障时，微机控制的励磁调节器仍然可以独立运作。同时，励磁控制系统还可借助于联合调节器对功调电阻的调节信号来实现机车辅助功率的转移。
功调电阻励磁调节装置采用由联合调节器伺服油压马达带动变阻器的方式。牵引发电机的励磁电流是由励磁机发出的交流电经励磁整流柜整流后供给，而励磁机的励磁电流则是由柴油机经启动变速箱驱动的测速发电机供电。测速发电机的励磁电流由110伏辅助电源提供，并经过功率调节电阻和励磁调节器控制。功率调节电阻的滑动触点由联合调节器上的功率伺服油压马达带动，它根据柴油机工作状况（欠载或过载）自动地调节可变电阻器的阻值，从而改变测速发电机的励磁电流，并经测速发电机和励磁机二级放大后，间接地改变了牵引发电机的输出功率。 
电子恒功率调节器采用柴油机在各手柄挡位下的转速作为牵引发电机的功率给定信号，并采用霍尔传感器作为牵引发电机的电压、电流和功率信号检测器；由运算放大器组成的比例积分调节器（PI）对给定信号和检测信号进行比较后输出一个调整信号电压，而电压—频率变换器（VFC）和定宽变频式晶闸管斩波器则作为执行元件，用来改变励磁机的励磁电流，继而调节牵引发电机的输出功率。铁科院的这套电子恒功率调节器最初是为东风5型柴油机车设计，并于1977年内先后安装在东风5型0001号机车和东风4型0113号机车上进行试验。

### 转向架
机车轴式为Co-Co，走行部为两台相同的无导框式三轴转向架。转向架的主要结构与东风4型柴油机车基本相同。转向架采用钢板组焊成封闭式箱形结构的“目”字形构架。轮对轴箱内装有四列向心圆柱滚子轴承，轴箱定位装置采用拉杆式弹性定位结构，轴箱通过装有橡胶关节元件的上、下轴箱拉杆与构架相连接，实现轴箱相对于构架的横向和纵向定位。转向架采用四点支承的彈性摩擦旁承装置，车体全部重量通过八个旁承由两台转向架支承，转向架与车体间还设有缓冲侧挡装置。
弹簧悬挂装置分为一系和二系悬挂两部分。一系悬挂采用独立悬挂形式，包括轴箱与构架之间的轴箱圆弹簧，以及用于衰减吸收来自轨道高频振动的橡胶垫，以及在1、3、4、6轴装有并列的液压减震器；二系悬挂为转向架构架与车体之间的旁承橡胶堆，一系及二系悬挂静挠度为90毫米和15毫米。牵引力和制动力通过低位平行四杆牵引杆机构传递，牵引点至轨面距离725毫米。
牵引电动机采用单侧齿轮传动的轴悬式驱动方式（滑动抱轴承式半悬挂），即牵引电动机的一侧通过抱轴瓦（滑动轴承）刚性地支承在车轴上，另一侧通过弹性元件（橡胶垫）和吊杆悬挂在转向架构架上。全部牵引电动机采用顺置排列方式，即牵引电动机都放在车轴的同一侧，可以有效地减少轴重转移的幅度，牵引齿轮传动比为4.5（63：14）。基础制动方式为带闸瓦间隙自动调节器的单侧踏面制动，每个车轮各有一套制动装置，当机车施行制动时制动缸从空气制动机获得压缩空气，并通过杠杆机构使闸瓦抱轮产生制动作用。停车制动为手制动装置。

## 重大事故
- 1991年5月23日下午2时32分，由北京铁路局丰台大修处租用、配属阳泉机务段的东风7型0136号机车，在石太铁路反方向担当路用5283次列车（编组16辆、总重800吨、计长19.2）进行收料作业，当作业完了行至岩会站内5/7号道岔处时，与进站的3141次货物列车发生侧面冲突，造成机车小破1台，货车大破1辆、小破1辆，守车小破1辆，钢轨损坏70根；中断上行线行车3小时13分、下行线行车15小时23分，构成铁路行车重大事故。

## 车辆保存

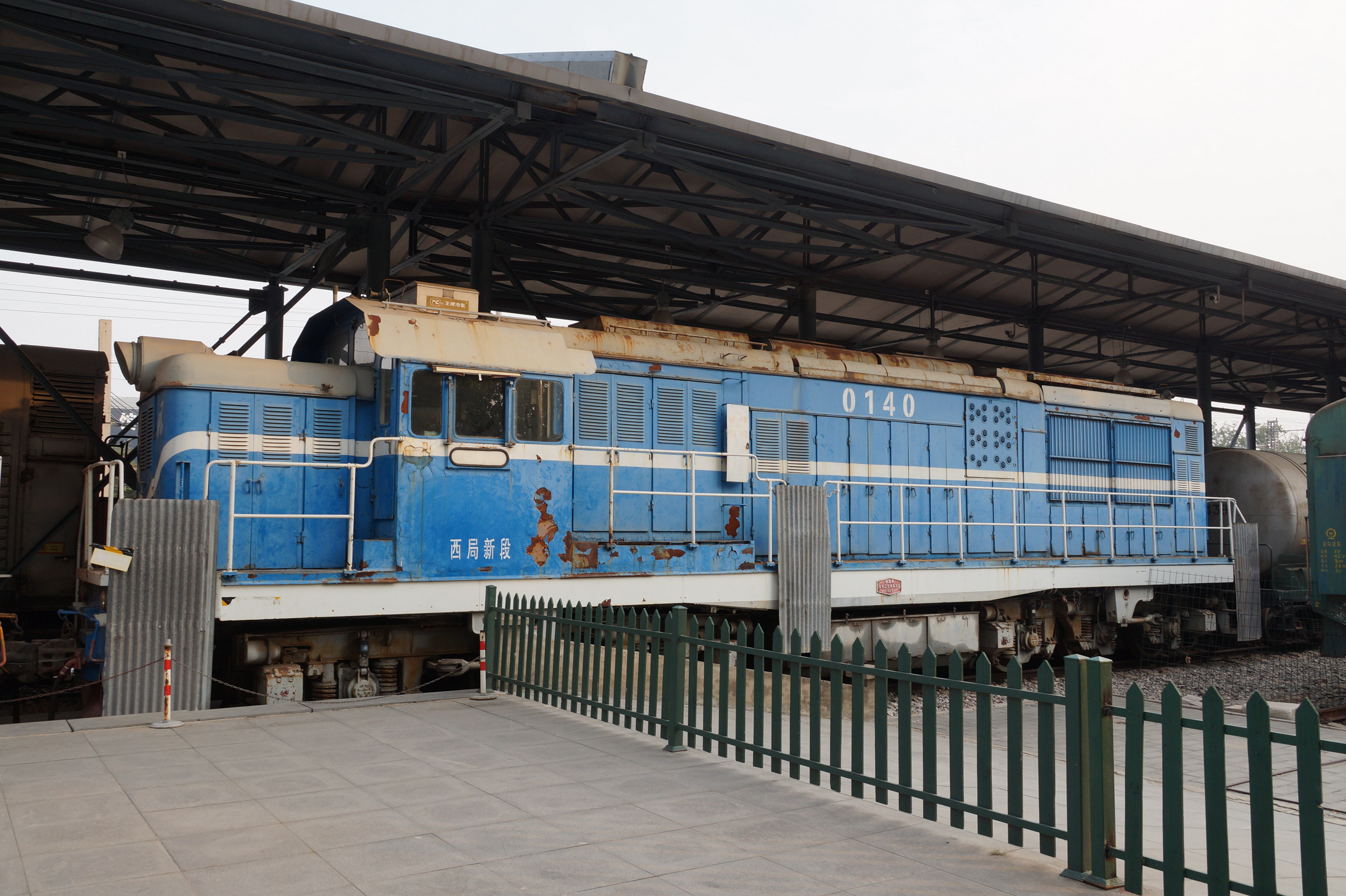
在中国铁道博物馆展示的东风7型0140号机车

- 东风7型0116号机车，由北京二七机车厂于1987年制造，同年交付扬子石油化工公司使用，于2019年退役后落户南京江北新区的1934文化产业园作静态展示。
- 东风7型0140号机车，由北京二七机车厂于1987年制造，曾先后配属郑州铁路局西安机务段、西安铁路局新丰镇机务段，于2015年退役后被移交给中国铁道博物馆东郊展馆作静态展示。
- 东风7型0174号机车，由北京二七机车厂于1990年制造，同年10月配属北京铁路局北京机务段投入运用，至2003年9月改配属北京铁路局太原机务段。该机车至2015年退役为止共走行1,777,185公里，后被保存于太原铁路局太原机务段北场机车展示场作静态展示。

## 参看
- 东风5型柴油机车
- 东风7B型柴油机车
- 东风7C型柴油机车
- 东风7D型柴油机车
- 东风7G型柴油机车
- 东风7J型柴油机车

## 外部連結
- （简体中文）中国北车股份有限公司：东风7型调车机车[永久]